# Ștefan Bocskai
Ștefan Bocskai sau Ștefan Bocskay (în maghiară Bocskai István), (n. 1 ianuarie 1557, Cluj, Regatul Ungariei Răsăritene – d. 29 decembrie 1606, Košice, Monarhia Habsburgică) a fost un principe al Transilvaniei.

## Cronologie
1557. La 1 ianuarie se naște la Cluj Ștefan Bocskay, fiul lui György Bocskay și al Krisztina Sulyok.
1574. Își desăvârșește educația la curțile din Viena și Praga.
1576. Revine în Transilvania, la curtea principelui Ștefan Báthory, ales în acest an rege al Poloniei. Cumnatul lui Bocskay, Cristofor Báthory, soțul surorii sale Elisabeta, devine principe al Transilvaniei si Ungariei (1576-1581).
1581. Încetarea din viață a lui Cristofor Báthory și a Erzsébet Bocskay. Fiul acestora, Sigismund, nepot de unchi al lui Ștefan Bocskay, devine voievod (din 1587 principe) al Transilvaniei. În acest an, Bocskay va fi numit de către Ștefan Báthory consilierul și educatorul tânărului principe.
1583. Ștefan Bocskay se căsătorește cu Katalin Hagymássy, văduva lui Tamás Varkocs.
1588. Sigismund Báthory devine major. Încep controversele dintre susținătorii orientărilor pro-otomană, respectiv pro-habsburgică din Transilvania. Bocskay rămâne credincios lui Sigismund, sprijinind eforturile creștine antiotomane.
1592. Bocskay este numit comandant al cetății Oradea.
1594. Intervine în forță în conflictul dintre Sigismund Báthory, promotor al alăturării Transilvaniei la războiul antiotoman al Ligii Sfinte, și vărul acestuia Baltazar Báthory, exponentul politic al partidei pro-otomane. Sprijinul lui Bocskay se dovedește a fi decisiv pentru victoria lui Sigismund. Transilvania rupe legăturile cu Poarta iar Sigismund îi execută pe cei mai importanți susținători ai orientării politice pro-otomane.

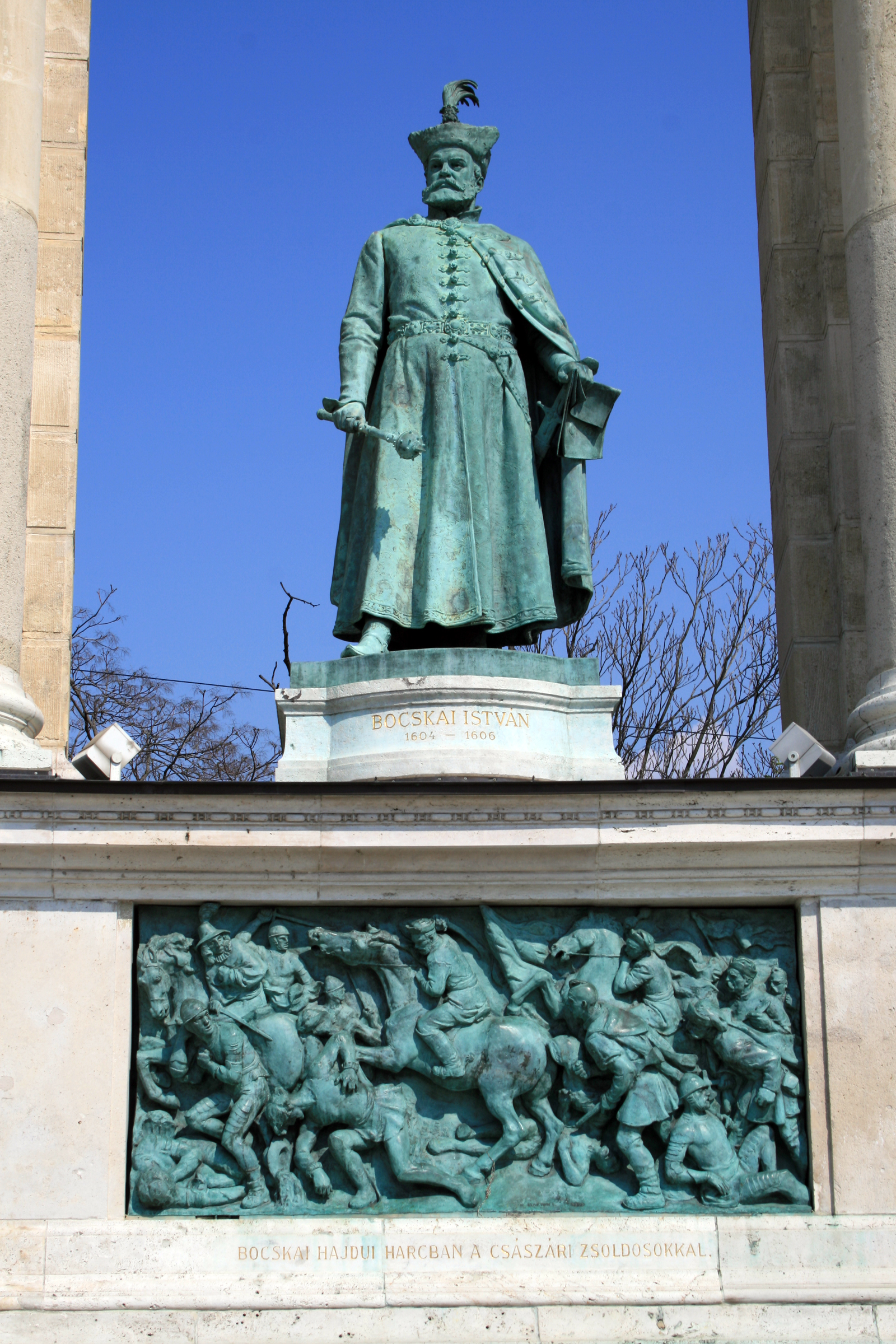
Statuia lui István Bocskay la "Monumentul Millenium" din Budapesta

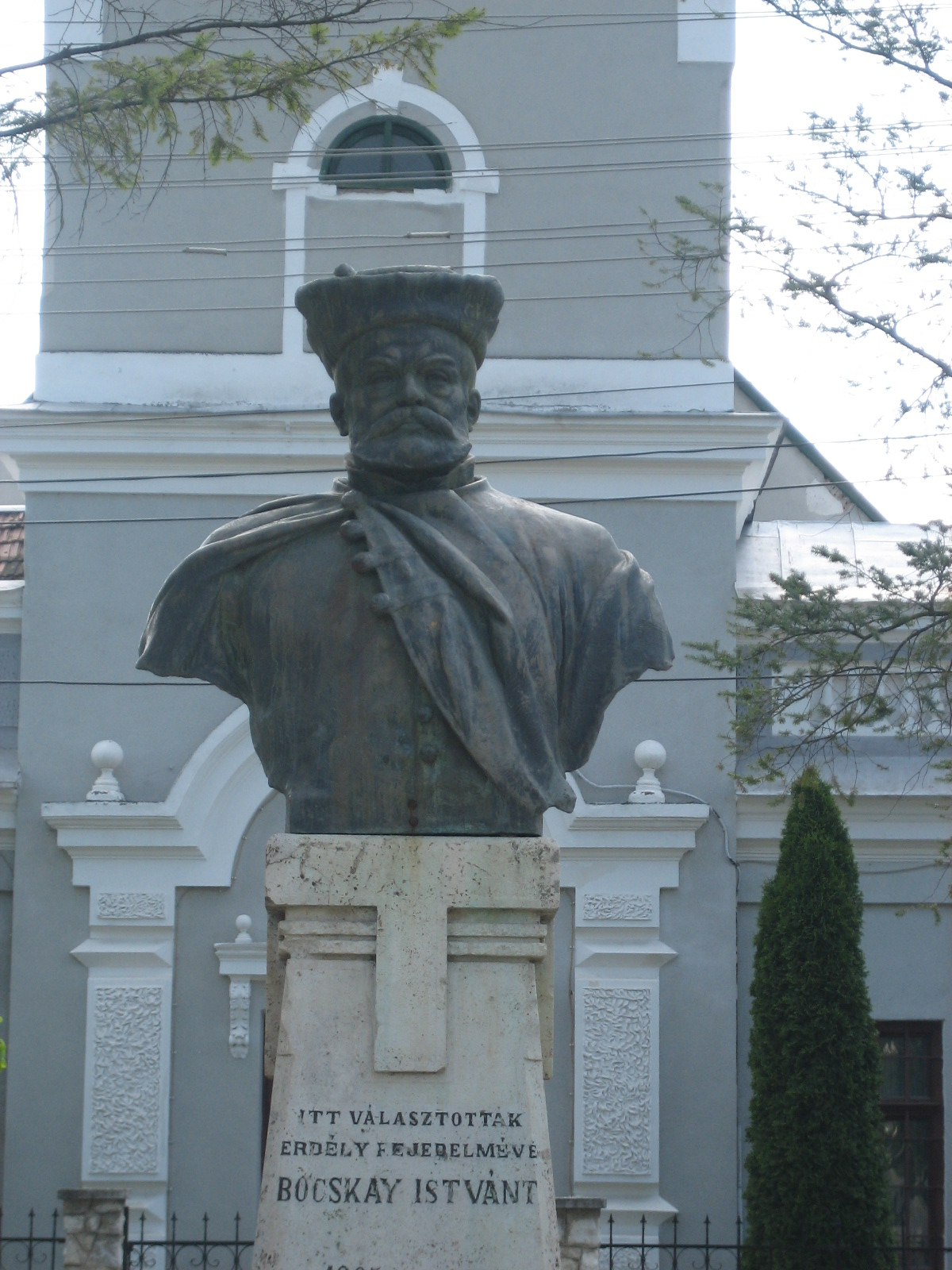
Statuia lui István Bocskay în Miercurea Nirajului

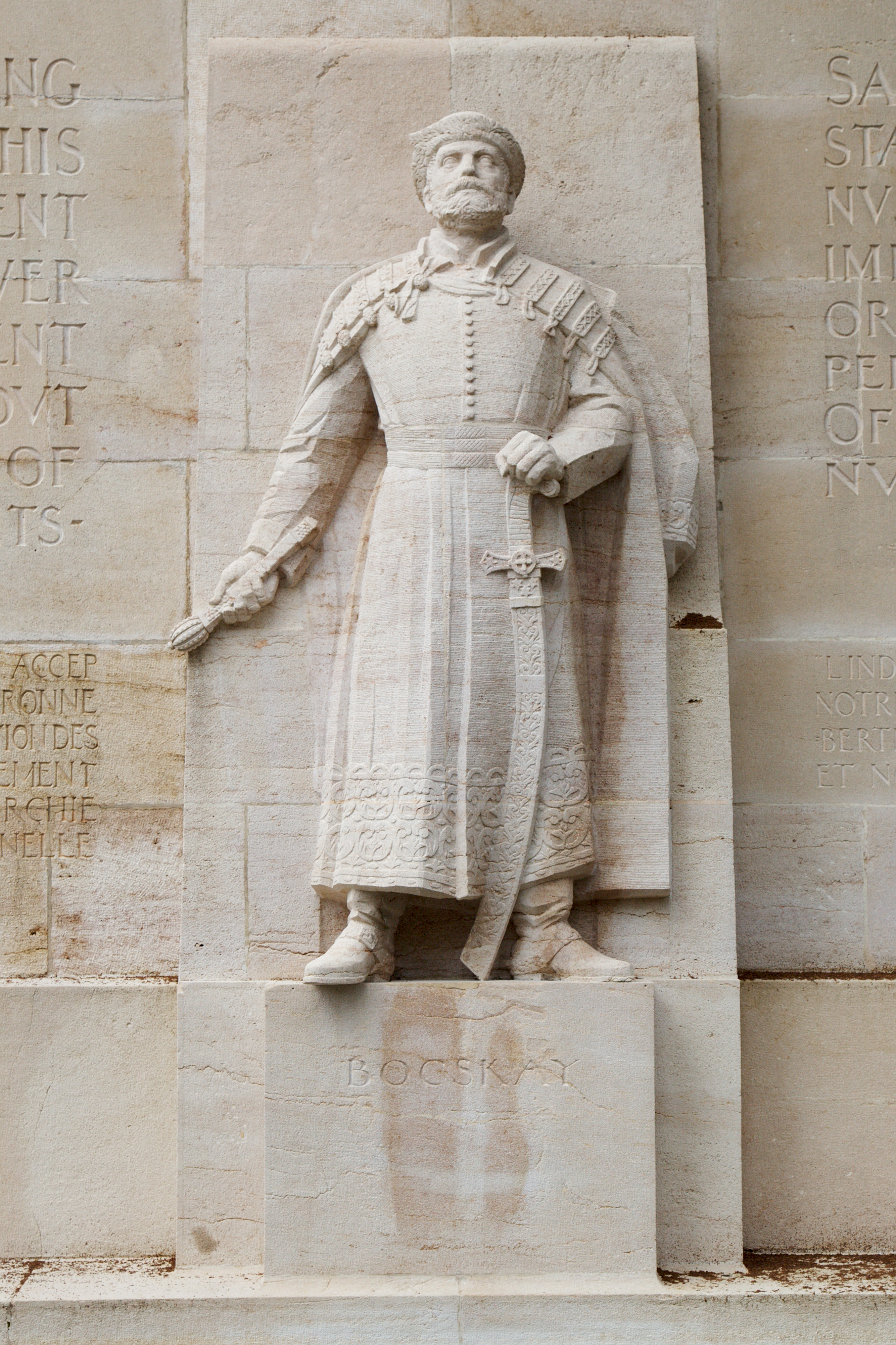
Statuia lui Ștefan Bocskay pe Zidul Reformatorilor din Geneva

1595. Bocskay este conducătorul delegației transilvănene la Praga și încheie în numele principelui convenția de alianță cu Rudolf al II-lea. În același an Bocskay este numit al doilea comandant (locotenent general) al armatei transilvănene care efectuează campania antiotomană din Țara Românească, împreună cu voievozii români Mihai Viteazul și Aron Vodă apoi Ștefan Răzvan, sub comanda supremă a principelui Sigismund Báthory. Învinși la Târgoviște și Giurgiu, turcii sunt obligați să se retragă la sud de Dunăre.
1596. Misiuni diplomatice la Viena și Praga.
1597. Principele Sigismund Báthory renunță la tron pentru a doua oară. În Transilvania se instalează comisarii imperiali. Neagreat de habsburgi, Bocskay va fi demis din funcția de căpitan al cetății Oradea, în locul lui fiind numit adversarul său, Gáspár Kornis.
1598. Nemulțumit cu administrația comisarilor imperiali, Bocskay organizează lovitura de stat încheiată cu revenirea lui Sigismund Báthory pe tronul princiar. Este trimis în misiune diplomatică la Praga.
1599, martie. Aflat în drum spre țară, este luat prin surprindere de decizia lui Sigismund de a renunța la domnie în favoarea vărului său, cardinalul Andrei Báthory, susținut de Polonia. Bocskay devine cel mai important susținător al alianței cu imperialii.
1599, octombrie-noiembrie. Pregătește, în colaborare cu generalul imperial Giorgio Basta, intervenția armată în Transilvania, pentru înlăturarea cardinalului András Báthory. 
Rudolf al II-lea către Ștefan Bocskay, 6 noiembrie 1599:„Socotim că tu ești în stare de foarte multe, atât prin chibzuință și autoritate, cât și prin numeroasa clientelă politică de care dispui în acel ținut”.'
1600. Aflat în Ungaria Superioară, în permanent contact cu Basta și cu factorii de decizie din Imperiu, sprijină rebeliunea nobilimii transilvănene împotriva lui Basta. Tratativele dintre nobili și Basta sunt purtate prin intermediul cumnatului lui Bocskay, Gabriel Haller. 
În luna noiembrie a aceluiași an, Dieta decide confiscarea moșiilor lui Bocskay, eventual chiar exilarea lui din Transilvania din cauza devotamentului său față de Sigismund Báthory. Bocskay se retrage pentru un timp din viața politică.
Mihály Szekely, 21 ianuarie 1600:
„Nu e nici un fel de secret – o știu și țăranii din întreaga Transilvanie – că Bocskay este vinovat de toate. Se știe că el a afirmat în mod public că el a obținut de două ori Transilvania prin uneltiri, iar acum vrea să o capete, pentru a treia oară, prin sabie”.
1601. Comisarii imperiali îl acuză de conspirație. Pentru clarificarea situației și dovedirea nevinovăției sale, se prezintă la curtea din Praga, din inițiativă proprie.
1602. Este reținut de imperialii habsburgi la Praga și eliberat numai după doi ani.
1604. Obosit și dezamăgit de cele întâmplate, revine în Transilvania. După scurt timp moare soția lui, rămânând fără urmaș. Primește înapoi o mare parte din moșiile confiscate. Între timp, Gabriel Bethlen îl îndeamnă să preia conducerea mișcării anti-imperiale. Corespondența lor ajunge la știrea căpitanului general de la Cașovia, contele Giacomo Belgiojoso , care încearcă confiscarea domeniilor lui Bocskay, pentru necredință. Bocskay declanșează rebeliunea anti-habsburgică. Sprijinit de haiduci, pe care îi eliberează din servitute, obține o serie de victorii asupra imperialilor.
- Citat turc: “Bocskay, un ghiaur viteaz, adunându-și notabilii din neamul său, le-a grăit astfel: Până când vom mai suporta noi batjocura și nedreptățile acestui neam? Eu, la rândul meu, urmând exemplul strămoșilor noștri, îmi pun întrebarea: oare nu este mai bine să ne răzbunăm pe dușmanii noștri și să luptăm pentru cauza noastră?”[2]

1605. În februarie, Dieta de la Miercurea Nirajului îl alege pe Bocskay principe al Transilvaniei. În luna aprilie este ales principe al Ungariei la Dieta de la Szerencs. La 14 septembrie, după o serie de confruntări cu sașii din Transilvania, Bocskay este unanim ales principe de către cele trei națiuni aliate transilvane, sași, secui, maghiari de Dieta de la Mediaș, și instaurat pe tronul princiar. În noiembrie, sprijinul otoman se concretizează în obținerea de către Bocskay a actului (berat) de numire ca principe al Transilvaniei și rege al pașalâcului turcesc, Ungaria.
„Numirea lui Ștefan Bocskay ca rege al Ungariei, importanța și fastul încoronării sale, la care a fost prezent marele vizir turc, reprezintă aspectul particular și limita superioară a sprijinului politic otoman. Totodată, prezența marelui vizir la încoronare sublinia faptul că, spre deosebire de încoronarea lui János Zápolya (1529), considerată ca un fapt divers pentru un imperiu în ascensiune, noului eveniment i se acordă (de către turci) o importanță deosebită.”
„În Transilvania situația fu atât de instabilă, iar Ungaria se afla și ea sub jug nemțesc, până când Domnul l-a urnit din căpitănia sa orădeană pe Ștefan Bocskay, care i-a extirpat pe nemți din Transilvania /.../ Bocskay, cu ajutorul turcilor, i-a scos pe nemți și din Ungaria. Principe foarte bun, el făcu multe lucruri mari în chiar puțină vreme; a restabilit libertățile (nu și pentru români), atât lăuntrice, cât și din afară, ale Ungariei și Transilvaniei; a pus ca orașele haiducilor să fie bastioane ale unui mare teritoriu împotriva turcilor.”
1606. Încheie cu Rudolf al II-lea tratatul de pace de la Viena. Mediază pacea de la Zsitvatorok, între habsburgi și otomani. Încetează din viață, probabil otrăvit, la Kosiče, la 29 decembrie 1606.
„… sus-numitul Bocskay, știind că va fi otrăvit de unul din oamenii săi apropiați și nu va scăpa, rugase ca din această pricină să se dea o poruncă ilustră pentru ca după el să fie rege cel pe care îl va dori el însuși; dădusem poruncă potrivit dorinței sale. /…/ De aceea, potrivit testamentului regelui Bocskay și clarviziunii bătrânilor de a-l accepta ca rege, și conform cărții de legământ dată mai înainte, sus-numitul Hommonay Balint să fie numit fără întârziere stăpânitor în Transilvania și rege în Ungaria.
/…/
Au fost trimise hârtii arhiducelui aflat la Viena și comisarilor păcii și li s-a spus: „chiar dacă regele Bocskay a dispărut, cuvântul nostru este cuvânt și pacea noastră este pace. Și deoarece Bocskay a fost slujitorul padișahului nostru, regalitatea a fost acordată din partea padișahului celui pe care l-a dorit el”.
/…/
În cazul înmormântării unui rege ca acesta, fruntașii aflați în jurul său se adună într-un loc, după ce l-au înmormântat, și acolo se află cine va fi rege; și, sărutându-i mâna, îl așază pe scaun; se spune că până în acea zi nu se știe cine va fi rege.”
„Dar, ah, bunule Dumnezeu! O mare pagubă fu moartea sa timpurie, el a putut trăi doar puțin. Îmbolnăvindu-se, a trebuit să se împace cu împăratul romanilor și să mențină Košice cu cele șapte comitate, conform contractus-ului; muri și pe dată amintirea lui se întoarse. El fu împins la pierzanie de propriul său cancellarius autentic, Mihail Kátai, printr-un dătător de otrăvuri, fapt pentru care credincioșii săi [ai lui Bocskay] l-au îmbucătățit ciolan cu ciolan, l-au tăiat în bucăți; ceea ce otrăvirea, se pare, s-a datorat uneltirii nemțești.”

## Sceptrul princiar

Sceptrul principelui Transilvaniei

La Muzeul Național de Istorie a României din București este expus sceptrul principelui Transilvaniei Ștefan Bocskai, pe care este incizată data 1605.